# Blaise Piffaretti
Pour les articles homonymes, voir Piffaretti.
Blaise Piffaretti est un joueur de football suisse né le 9 mars 1966 à Saint-Léonard. 

## Biographie

### En club
- 1984-1993 : FC Sion
- 1993-1995 : Neuchâtel Xamax FC
- 1995-1999 : Lausanne-Sports
- 1999-2003 : FC Sion
- 2005-2010 : FC Sion (entraîneur dans la formation)
- 2010-2011 : FC Sion (entraîneur assistant première équipe)

### En sélection
- 24 sélections en équipe de Suisse.
- Première sélection : France-Suisse 2-1, le 2 février 1988 à Toulouse
- Dernière sélection : Suisse-Norvège 0-1, le 11 novembre 1996 à Berne

### Après sa carrière de joueur
Après sa carrière de footballeur, il met son expérience au profit de la formation du FC Sion. Il continue ensuite son parcours d'entraîneur avec l'équipe première, toujours au FC Sion mais en tant qu'entraîneur assistant. 

## Palmarès
- Champion suisse en 1992 avec FC Sion
- Coupe de Suisse en 1986 avec FC Sion
- Coupe de Suisse en 1991 avec FC Sion
- Coupe de Suisse en 1998 avec Lausanne-Sports
- Coupe de Suisse en 1999 avec Lausanne-Sports
- Coupe de Suisse en 2011 avec FC Sion (entraîneur assistant)